# Judas (игра)
Judas (с англ. — «Иуда») — будущая компьютерная игра в жанре шутера от первого лица, разрабатываемая американской компанией Ghost Story Games.

## Игровой процесс
Judas — однопользовательский шутер от первого лица с упором на повествование, геймплей игры будет схож с серией игр BioShock.

## Сюжет
Главная героиня по имени Иуда терпит крушение на звездолёте и попадает на неизвестную планету.

## Разработка
Judas должна стать первой игрой Ghost Story Games — студии Кена Левина. Левин и его старая студия Irrational Games были больше всего известны как разработчики чрезвычайно популярных игр BioShock и BioShock: Infinite, однако в 2014 году Левин уволил большую часть коллектива, сохранив лишь 15 сотрудников. Они образовали новую студию — позже получившую название Ghost Story Games — с более плоской структурой управления и больше ориентированную на серьёзных, увлеченных игроков, чем на максимально массовую аудиторию — такой была и сама Irrational Games в самом начале пути. По словам Левина, новая студия должна была разрабатывать сюжетно-ориентированные игры с большой реиграбельностью — то есть некое повествование, которое хотелось бы перепроходить снова и снова. На конференции Game Developers Conference в том же 2014 году Левин излагал свою идею «нарративных лего» — мельчайших «кирпичиков» повествования, которые можно было бы по-разному комбинировать друг с другом, так, что повествование в разных прохождениях отличалось бы. В следующем году Левин заявил, что его студия разрабатывает научно-фантастическую игру от первого лица, похожую на игры серии System Shock.
На протяжении нескольких лет новостей обо всё ещё безымянной игре не было; в начале 2022 года журналист Джейсон Шрайер в статье для Bloomberg News сообщил, что игра попала в производственный ад, а стиль работы Левина привел к выгоранию сотрудников. По словам Шрайера, Кену Левину было очень трудно объяснить подчинённым, чего именно он хочет, он был постоянно недоволен тем, что у них получается, и требовал бесконечных переделок. Левин также мог играть в новые игры наподобие Dead Cells или Void Bastards и под впечатлением от них переделывать те или иные элементы будущей Judas. 8 декабря 2022 года на мероприятии The Game Awards 2022 был показан трейлер будущей игры и впервые объявлено её название — Judas. Релиз игры состоится на Windows, PlayStation 5 и Xbox Series X/S.